# Le demone
Le demone (Les démons) è un film del 1972 diretto da Jesús Franco.
Girato per sfruttare l'onda del successo dei Diavoli di Ken Russell, ma con un budget irrisorio di cui risente soprattutto la ricostruzione storica, Les démons è soprattutto un film eccentrico. Al di là della dose massiccia di scene erotiche o violente, necessarie alla distribuzione nei circuiti francesi ma che lo stesso regista accorciò nella versione spagnola approntata nel 2003, vi regna un'atmosfera inquietante, con punte di autentica blasfemia, dove l'elemento demoniaco è reso anche visivamente attraverso una visione centrifuga dello spazio, mediante l'abbinamento tra il formato cinemascope e l'impiego di obiettivi grandangolari.
Franco vi riciclò personaggi e situazioni di un film girato tre anni prima, Il trono di fuoco (The Bloody Judge), con in più la parte dedicata alla vita del convento. In questo senso, Les dèmons rappresenta una sorta di opera di raccordo tra il film del 1969 e Confessioni proibite di una monaca adolescente (Die Liebesbriefe einer portugiesischen Nonne), un altro film sulla caccia alle streghe nel quale l'aspetto religioso diventa tuttavia centrale.

## Trama
Una anziana strega, messa al rogo, lancia un anatema sui suoi carnefici: il giudice Jeffreys, la sadica Lady De Winter e l'amante di lei, Renfield.
A vendicarla è la bellissima figlia Margaret, che, fuggita dal convento in cui è chiusa insieme alla sorella Kathleen, apprende da una vecchia le arti magiche con cui uccidere, dopo averli sedotti, i tre responsabili della morte della madre. A sua volta, la aspetta il rogo, ma la sua avventura persuade Kathleen a seguire le sue orme, presentandosi alla casa della vecchia fattucchiera per imparare a sua volta l'arte della stregoneria.

## Edizioni in DVD
Al 2006, Les démons era uscito in DVD solo in Germania, per la X-Rated Kult, con il titolo Die Nonnen von Clichy, in un'edizione in 2 dischi che contiene ben 3 versioni: quella originale, per la prima volta integrale e nel formato originale 2.35:1; una versione più breve (101 minuti), anch'essa nel formato originale, messa a punto dallo stesso regista nel 2003, con l'aggiunta del doppiaggio spagnolo e con una nuova colonna sonora; la versione tedesca, lunga solo 85 minuti e nel formato scorretto in cui era stata realizzata in VHS.
Il confronto con la versione video, tagliata nella durata e nel formato, evidenzia come il film, costruito su una fotografia per lunghi tratti sperimentale, possa essere apprezzato solo rispettando il formato e la struttura originali.